# Rajd Internacional do ACP 1964
Rajd Internacional do ACP 1964 (11. Rali Internacional do ACP) – 11 edycja rajdu samochodowego Rajd do ACP rozgrywanego w Portugalii. Rozgrywany był od 1 do 5 kwietnia 1964 roku. Była to trzecia runda Rajdowych Mistrzostw Europy w roku 1964.

## Klasyfikacja rajdu
| Miejsce                | Kierowca               | Pilot                  | Samochód                | Czas                   | Strata                 |                        |
| Klasyfikacja generalna | Klasyfikacja generalna | Klasyfikacja generalna | Klasyfikacja generalna  | Klasyfikacja generalna | Klasyfikacja generalna | Klasyfikacja generalna |
| ---------------------- | ---------------------- | ---------------------- | ----------------------- | ---------------------- | ---------------------- | ---------------------- |
| 1.                     | H. Macedo              | ?                      | Ferrari                 |                        | 0.0                    |                        |
| 2.                     | Andrea De Adamich      | Aldo Morgantini        | Alfa Romeo Giulia Super |                        |                        |                        |
| 3.                     | L. Fernandes           | ?                      | Jaguar                  |                        |                        |                        |
| 4.                     | Arnaldo Cavallari      | Ferdinando Tecilla     | Alfa Romeo Giulia Super |                        |                        |                        |
| 5.                     | Dieter Glemser         | Peter Lang             | Mercedes-Benz 300 SE    |                        |                        |                        |
| 6.                     | Eugen Böhringer        | Klaus Kaiser           | Mercedes-Benz 300 SE    |                        |                        |                        |
| 7.                     | Jorge Passanha         | Carlo Ghislandi        | Porsche 356 SC          |                        |                        |                        |
| 8.                     | Alfredo César Torres   | Manuel Raposo          | Austin Cooper S         |                        |                        |                        |
| 9.                     | Rui Martins da Silva   | Carvalho               | Alfa Romeo              |                        |                        |                        |
| 10.                    | Manuel Lopes Gião      | Fernando Jorge         | Austin Cooper S 1070    |                        |                        |                        |
| 11.                    | Augusto Palma          | Fernando Pinto Basto   | Mini Cooper S           |                        |                        |                        |
| 12.                    | José Luis Lickfold     | Leal Faria             | Mini Cooper             |                        |                        |                        |
| Klasyfikacja ERC       |                        |                        |                         |                        |                        |                        |
| 1.                     | Andrea De Adamich      | Aldo Morgantini        | Alfa Romeo Giulia Super |                        |                        |                        |
| 2.                     | Arnaldo Cavallari      | Ferdinando Tecilla     | Alfa Romeo Giulia Super |                        |                        |                        |
| 3.                     | Dieter Glemser         | Peter Lang             | Mercedes-Benz 300 SE    |                        |                        |                        |
| 4.                     | Eugen Böhringer        | Klaus Kaiser           | Mercedes-Benz 300 SE    |                        |                        |                        |
| 5.                     | Jorge Passanha         | Carlo Ghislandi        | Porsche 356 SC          |                        |                        |                        |
| 6.                     | Alfredo César Torres   | Manuel Raposo          | Austin Cooper S         |                        |                        |                        |
| 7.                     | Rui Martins da Silva   | Carvalho               | Alfa Romeo              |                        |                        |                        |
| 8.                     | Manuel Lopes Gião      | Fernando Jorge         | Austin Cooper S 1070    |                        |                        |                        |
| 9.                     | Augusto Palma          | Fernando Pinto Basto   | Mini Cooper S           |                        |                        |                        |
| 10.                    | José Luis Lickfold     | Leal Faria             | Mini Cooper             |                        |                        |                        |